# 貢生
貢生（こうせい、満洲語：ᠰᡳᠯᡤᠠᠰᡳ、silgasi）は明清両代に生員（秀才）の優秀な者で、国子監で学ぶことを許可された者を指す。明代には歳貢・選貢・恩貢・細貢があり、清代では恩貢（ᡶ᠋ᡠᠯᡝᡥᡠᠨ ᠊ᡳ
ᠰᡳᠯᡤᠠᠰᡳ、fulehun i silgasi）・抜貢（ᠰᡳᠮᠨᡝᡥᡝ
ᠰᡳᠯᡤᠠᠰᡳ、simnehe silgasi）・副貢・歳貢・優貢（ᡨᡠ᠋ᡴᡳᠶᡝᡥᡝ
ᠰᡳᠯᡤᠠᠰᡳ、tukiyehe silgasi）・例貢があった。
明清代に、毎年あるいは3年ごとに各府学・州学・県学の中から生員を選抜して国子監に送った。これを歳貢と称したため、選抜された生員は貢生または歳貢生と呼ばれた。恩貢は皇帝の即位やその他の慶事があったときに「恩詔の年」として歳貢の枠外で行われた選抜である。抜貢は朝廷が特に優秀な生員を国子監に選抜する制度で、6年ごとに行われていたが、1742年以降は12年に一度となった。副貢とは副榜（郷試の補欠合格者）の中から選ばれた者を指す。例貢は金銭で貢生の資格を取得することである。清代の貢生はまた「明経」とも呼ばれた。
貢生のほかにも国子監には監生がいた。監生は試験によって国子監に入った者ではなく、多くは高官の子弟または功臣の子弟であった。恩監・蔭監・優監・例監の区分がある。